# HMS King George V (1939)
HMS King George V – brytyjski pancernik, okręt główny typu pancerników King George V.
Okręt ten był jednym z najbardziej znanych okrętów bojowych, a zarazem dumą Royal Navy okresu II wojny światowej. Okręt należał do serii pięciu jednostek budowanych w stoczniach angielskich od 1937 roku. Wszystkie weszły do linii już po wybuchu wojny sukcesywnie w latach 1940–1942. 2 stycznia 1937 roku położono równocześnie stępki pod dwa pancerniki: „King George V” i „Prince of Wales”. Wcześniej zwodowano „King George V” i on też szybciej wszedł do służby liniowej, stając się prekursorem całej serii. W marcu 1941 roku okręt wcielono w skład Home Fleet z bazą macierzystą w Scapa Flow na Orkadach. W maju 1941 „King George V” wziął udział w akcji osaczania na Atlantyku niemieckiego pancernika „Bismarck” i razem z pancernikiem „Rodney” i kilkoma innymi brytyjskimi pancernikami, oraz 4. flotyllą niszczycieli bezpośrednio przyczynił się do zniszczenia niemieckiego okrętu. Od grudnia 1941 pancernik włączono do blokady floty niemieckiej i ochrony konwojów do ZSRR. W maju 1943 został skierowany na Morze Śródziemne i włączony do zespołu bojowego „Force-III”. W lipcu tegoż roku siły zespołu stanowiły ochronę podczas inwazji wojsk sprzymierzonych na Sycylię. W październiku 1944 okręt skierowano na Pacyfik i wcielono w skład Brytyjskiej Floty Pacyfiku. Tam brał udział w działaniach wojennych przeciwko Japonii, aż do jej kapitulacji. HMS „King George V” od marca 1946 pozostawał we flocie rezerwowej. W 1957 wycofano go ze służby, a 20 grudnia 1958 przekazano na złom, co ostatecznie nastąpiło na początku 1959 roku.